# Тамаш Ацел
Тамаш Ацел (угор. Aczél Tamás; *16 грудня 1921, Будапешт — †18 квітня 1994, Бостон, США) — угорський письменник, журналіст, в еміграції — викладач угорської та англійської літератури.

## Біографія
Народився 16 грудня 1921 в Будапешті. У 1939 закінчив середню школу, продовжив освіту в Італії. З 19 років у робітничому русі. Член Комуністичної партії Угорщини. У 1945, працюючи в селі, брав участь в реалізації земельної реформи.
У 1950-1953 — головний редактор журналу «Зірка» (Csillag) присвяченого питанням культурної політики.
У 1953-1956 — секретар Союзу угорських письменників.
Наприкінці 1956 в зв'язку з поразкою Угорського повстання, у якому Ацел брав активну участь емігрував до Великої Британії, з 1966 в США. За кордоном був редактором кількох емігрантських періодичних видань угорською мовою.
У 1957-1961 працював в Інституті соціально-політичних досліджень імені Імре Надя в Брюсселі.
З 1966 викладач Массачусетського університету в Емгерсті, віце-президент ПЕН-клубу.

## Сім'я
Ацел був одружений з олімпійською чемпіонкою Ольгою Дьярматі. Помер 18 квітня 1994 в Бостоні (США).

## Твори
- A szabadság árnyékában (1948);
- Vihar és napsütés («Буря і сонце», роман, 1949);
- A szellemi ellenállás története a vasfüggöny mögött (1959);
- Tisztító vihar;
- A vadászat (1991).